# Eduard Keintzel
Eduard Keintzel (* 15. Dezember 1897 in Sächsisch-Regen; † 9. April 1973 in Essen) war ein rumänischer Abgeordneter der deutschen Minderheit.

## Leben
Keintzel besuchte das Gymnasium in Schäßburg und machte den Ersten Weltkrieg ab 1915 als Reserveoffizier in der Bukowina sowie in Südtirol mit. 1918 begann er ein Studium, das von der Teilnahme an den Kämpfen der rumänischen Armee gegen das Regime von Béla Kun in Ungarn unterbrochen wurde. Von 1920 bis 1925 studierte er an der Universität Klausenburg Rechts- und Staatswissenschaften und wurde 1922 in Jura und 1925 in Staatswissenschaften promoviert. 
1926 wurde Keintzel in den Komitatsrat des Maroscher Komitats gewählt. 1927 scheiterte er jedoch bei der erneuten Wahl. Keintzel arbeitete anschließend als praktischer Rechtsanwalt. Er war auch juristisch tätig und war Redakteur bei den Regener Nachrichten. Von Ende der 1920er Jahre bis 1941 war Keintzel Obmann des Kreisausschusses für das Gebiet um Sächsisch-Regen im Rahmen des Deutschen Volksrats für Siebenbürgen bzw. der Deutschen Volksgemeinschaft in Rumänien. 1940 wurde er in den Ungarischen Reichstag berufen. 
1944 floh Keintzel nach Oberösterreich. Er organisierte zusammen mit Carl Molitoris die Überführung von in Österreich lebenden nordsiebenbürgischen Bauern ins Ruhrgebiet, wo sie als Bergarbeiter arbeiteten. 1957 initiierte er die Übernahme der Patenschaft für die Siebenbürger Sachsen durch das Land Nordrhein-Westfalen.